# Клопцы (Марёвский район)
Клопцы — деревня в Марёвском муниципальном районе Новгородской области, входит в состав Велильского сельского поселения. На 1 января 2012 года постоянное население в деревне отсутствует. Площадь земель относящихся к деревне — 2,9 га.
Деревня расположена на юге Новгородской области, на реке Городенка (приток Полы), на Валдайской возвышенности, на высоте 178 м над уровнем моря.

## История
В списке населённых мест Демянского уезда Новгородской губернии за 1909 год деревня Клопцы указана как относящаяся к Велильской волости уезда (1 стана 3 земельного участка). Население деревни Клопцы (Гаврилово), что была тогда на земле Клопцовского сельского общества — 86 жителей: мужчин — 40, женщин — 46, дворов — 19. В деревне была мелочная лавка.
Население деревни по переписи населения 1926 года — 140 человек. До 31 июля 1927 года деревня в составе Велильской волости Демянского уезда Новгородской губернии РСФСР, а затем с 1 августа в составе Фёдоровщинского сельсовета новообразованного Молвотицкого района Новгородского округа Ленинградской области. По постановлению ЦИК и СНК СССР от 23 июля 1930 года Новгородский округ был упразднён, а район перешёл в прямое подчинение Леноблисполкому. С 6 сентября 1941 года до 1942…1943 гг. Молвотицкий район был оккупирован немецко-фашистскими войсками. Указом Президиума Верховного Совета РСФСР от 19 февраля 1944 года райцентр Молвотицкого района был перенесён из села Молвотицы в село Марёво. Указом Президиума Верховного Совета СССР от 5 июля 1944 года была образована Новгородская область и Молвотицкий район вошёл в её состав.
Во время неудавшейся всесоюзной реформы по делению на сельские и промышленные районы и парторганизации, в соответствии с решениями ноябрьского (1962 года) пленума ЦК КПСС «о перестройке партийного руководства народным хозяйством» с 10 декабря 1962 года были образованы, в числе прочих, крупные Демянский и Холмский сельские районы, а 1 февраля 1963 года административный Молвотицкий район был упразднён. Фёдоровщинский сельсовет тогда вошёл в состав Демянского сельского района. Пленум ЦК КПСС, состоявшийся 16 ноября 1964 года восстановил прежний принцип партийного руководства народным хозяйством, после чего Указом Верховного Совета РСФСР от 12 января 1965 года сельские районы были преобразованы вновь в административные районы и решением Новгородского облисполкома № 6 от 14 января 1965 года и Фёдоровщинский сельсовет и деревня в Демянском районе. В соответствие решению Новгородского облисполкома № 706 от 31 декабря 1966 года Фёдоровщинский сельсовет и деревня из Демянского района были переданы во вновь созданный Марёвский район.
Решением Новгородского облисполкома № 392 от 12 сентября 1984 года Фёдоровщинский сельсовет был упразднён и деревня Клопцы вошла в состав Велильского сельсовета. Исполком Велильского сельского Совета народных депутатов прекратил свою деятельность с 28 сентября 1990 года, после чего, с 12 декабря 1991 года действовал Президиум Велильского сельского Совета, затем была образована Администрация Велильского сельсовета.
По результатам муниципальной реформы деревня входит в состав муниципального образования — Велильское сельское поселение Марёвского муниципального района (местное самоуправление), по административно-территориальному устройству подчинена администрации Велильского сельского поселения Марёвского района.